# Fotbal na Letních olympijských hrách 2008 – turnaj mužů
Fotbalový turnaj na Letních olympijských hrách 2008 konaný v Pekingu a dalších městech Čínské lidové republiky ve dnech 6. srpna až 23. srpna byl 22. oficiální fotbalový turnaj na olympijských hrách. Turnaj byl určen pro hráče do 23 let s tím, že v každém týmu mohli nastoupit i tři starší hráči. Vítězem se stala argentinská fotbalová reprezentace do 23 let, která tak obhájila titul z minulého olympijského turnaje.

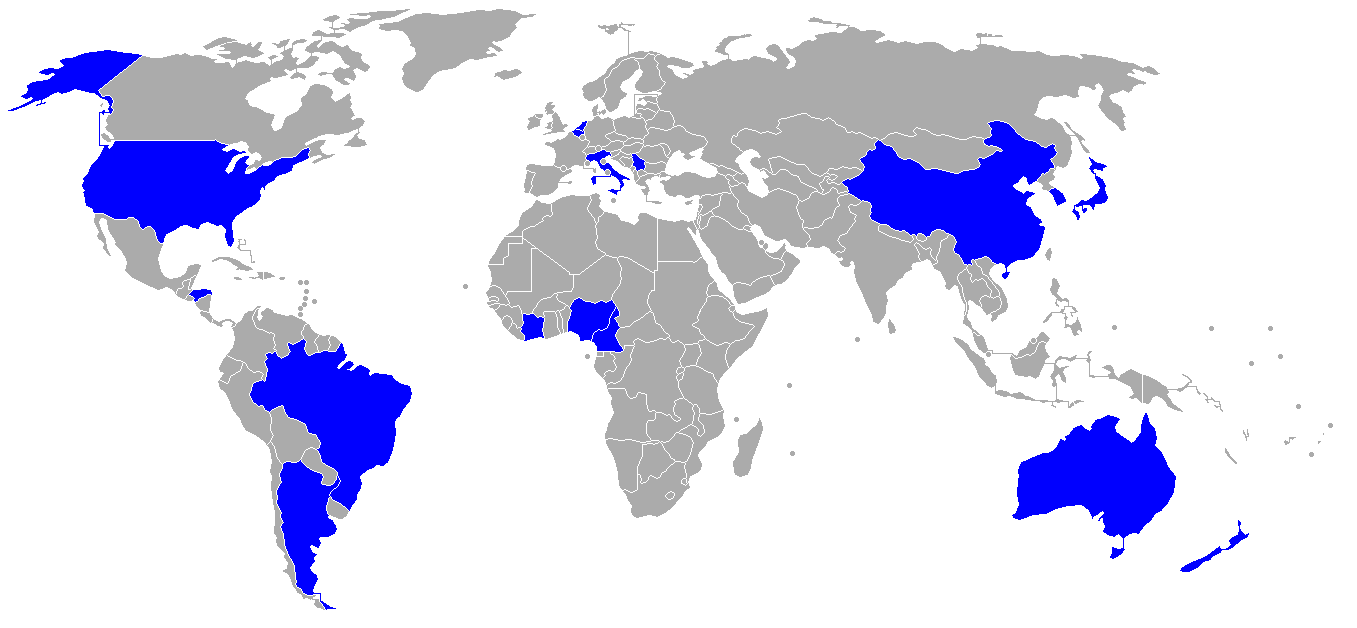
Účastníci turnaje mužů.

## Místa konání
Kromě hlavního místa konání her Pekingu se soutěže v kopané uskutečnily ve čtyřech dalších městech:
- Peking: Pekingský národní stadion
- Peking: Stadion pracujících
- Čchin-chuang-tao: Čchinchuangtaoský olympijský sportovní stadion
- Šanghaj: Šanghajský stadion
- Šen-jang: Šenjangský olympijský stadion
- Tchien-ťin: Tchienťinský olympijský stadion

## Soupisky
Každý z týmu sestával z 18 hráčů z nichž byli povinně minimálně dva hráči na pozici brankáře.
Mužský turnaj byl omezen i věkovou hranicí. V týmech mohli být maximálně tři hráči starší 23 let, minimálně 15 hráčů muselo být narozeno po 1. lednu 1985.

## Kvalifikace
Hlavní článek: Kvalifikace na fotbalový turnaj na Letních olympijských hrách 2008
| Turnaj kvalifikace                                           | Termín konání             | Místo                  | Počet místenek | Kvalifikováni                     |
| ------------------------------------------------------------ | ------------------------- | ---------------------- | -------------- | --------------------------------- |
| Hostitel                                                     |                           |                        | 1              | Čína                              |
| Kvalifikace AFC ve fotbale na Letní olympijské hry 2008      | únor 2006 – listopad 2007 | –                      | 3              | Austrálie Jižní Korea Japonsko    |
| Kvalifikace CAF ve fotbale na Letní olympijské hry 2008      | září 2006 – březen 2008   | –                      | 3              | Kamerun Pobřeží slonoviny Nigérie |
| Kvalifikace CONCACAF ve fotbale na Letní olympijské hry 2008 | srpen 2007 – březen 2008  | Spojené státy americké | 2              | Honduras USA                      |
| Mistrovství Jižní Ameriky ve fotbale juniorů 2007            | 7. – 28. leden 2007       | Paraguay               | 2              | Brazílie Argentina                |
| Kvalifikace OFC ve fotbale na Letní olympijské hry 2008      | 1. – 9. březen 2008       | Fidži                  | 1              | Nový Zéland                       |
| Mistrovství Evropy ve fotbale hráčů do 21 let 2007           | 10. – 23. června 2007     | Nizozemsko             | 4              | Nizozemsko Srbsko Belgie Itálie   |

## Medailisté
| Zlato   | Argentina |
| Stříbro | Nigérie   |
| Bronz   | Brazílie  |

## Základní skupiny

### Skupina A
| Tým               | Z | V | R | P | VG | IG | +/- | B |
| ----------------- | - | - | - | - | -- | -- | --- | - |
| Argentina         | 3 | 3 | 0 | 0 | 5  | 1  | +4  | 9 |
| Pobřeží slonoviny | 3 | 2 | 0 | 1 | 6  | 4  | +2  | 6 |
| Austrálie         | 3 | 0 | 1 | 2 | 1  | 3  | -2  | 1 |
| Srbsko            | 3 | 0 | 1 | 2 | 3  | 7  | -4  | 1 |

| 7. srpna 2008 17:00 |        |              |                                                                 |
| Austrálie           | 1 : 1  | Srbsko       | Shanghai Stadium, Šanghaj diváci: 36 184 rozhodčí: Jerome Damon |
| Zadkovich 69'       | Report | Rajković 78' | Shanghai Stadium, Šanghaj diváci: 36 184 rozhodčí: Jerome Damon |

| 7. srpna 2008 19:45 |        |                      |                                                                   |
| Pobřeží slonoviny   | 1 : 2  | Argentina            | Shanghai Stadium, Šanghaj diváci: 43 266 rozhodčí: Wolfgang Stark |
| Cissé 53'           | Report | Messi 43' Acosta 86' | Shanghai Stadium, Šanghaj diváci: 43 266 rozhodčí: Wolfgang Stark |

| 10. srpna 2008 17:00 |        |           |                                                                  |
| Argentina            | 1 : 0  | Austrálie | Shanghai Stadium, Šanghaj diváci: 38 182 rozhodčí: Viktor Kassai |
| Lavezzi 76'          | Report |           | Shanghai Stadium, Šanghaj diváci: 38 182 rozhodčí: Viktor Kassai |

| 10. srpna 2008 19:45    |        |                                                      |                                                                           |
| Srbsko                  | 2 : 4  | Pobřeží slonoviny                                    | Shanghai Stadium, Šanghaj diváci: 38 320 rozhodčí: Roberto Moreno Salazar |
| Mrdaković 16' Rakić 90' | Report | Cissé 3' Rajković 24' (vl.) Kalou 70' Gervinho 90+3' | Shanghai Stadium, Šanghaj diváci: 38 320 rozhodčí: Roberto Moreno Salazar |

| 13. srpna 2008 19:45 |        |           |                                                                                  |
| Pobřeží slonoviny    | 1 : 0  | Austrálie | Tianjin Olympic Center Stadium, Tchien-ťin diváci: 50 437 rozhodčí: Jair Marrufo |
| Kalou 81'            | Report |           | Tianjin Olympic Center Stadium, Tchien-ťin diváci: 50 437 rozhodčí: Jair Marrufo |

| 13. srpna 2008 19:45              |        |        |                                                                              |
| Argentina                         | 2 : 0  | Srbsko | Beijing Workers' Stadium, Peking diváci: 53 668 rozhodčí: Abdullah Al Hilali |
| Lavezzi 13' (pen.) Buonanotte 84' | Report |        | Beijing Workers' Stadium, Peking diváci: 53 668 rozhodčí: Abdullah Al Hilali |

### Skupina B
| Tým        | Z | V | R | P | VG | IG | +/- | B |
| ---------- | - | - | - | - | -- | -- | --- | - |
| Nigérie    | 3 | 2 | 1 | 0 | 4  | 2  | +2  | 7 |
| Nizozemsko | 3 | 1 | 2 | 0 | 3  | 2  | +1  | 5 |
| USA        | 3 | 1 | 1 | 1 | 4  | 4  | 0   | 4 |
| Japonsko   | 3 | 0 | 0 | 3 | 1  | 4  | -3  | 0 |

| 7. srpna 2008 17:00 |        |            |                                                                                   |
| Japonsko            | 0 : 1  | USA        | Tianjin Olympic Center Stadium, Tchien-ťin diváci: 57 102 rozhodčí: Badara Diatta |
|                     | Report | Holden 47' | Tianjin Olympic Center Stadium, Tchien-ťin diváci: 57 102 rozhodčí: Badara Diatta |

| 7. srpna 2008 19:45 |        |         |                                                                                |
| Nizozemsko          | 0 : 0  | Nigérie | Tianjin Olympic Center Stadium, Tchien-ťin diváci: 52 390 rozhodčí: Pablo Pozo |
|                     | Report |         | Tianjin Olympic Center Stadium, Tchien-ťin diváci: 52 390 rozhodčí: Pablo Pozo |

| 10. srpna 2008 17:00    |        |            |                                                                                   |
| Nigérie                 | 2 : 1  | Japonsko   | Tianjin Olympic Center Stadium, Tchien-ťin diváci: 42 592 rozhodčí: Masoud Moradi |
| Obinna 58' Anichebe 74' | Report | Tojoda 79' | Tianjin Olympic Center Stadium, Tchien-ťin diváci: 42 592 rozhodčí: Masoud Moradi |

| 10. srpna 2008 19:45      |        |                       |                                                                                    |
| USA                       | 2 : 2  | Nizozemsko            | Tianjin Olympic Center Stadium, Tchien-ťin diváci: 45 016 rozhodčí: Michael Hester |
| Kljestan 64' Altidore 72' | Report | Babel 16' Sibon 90+3' | Tianjin Olympic Center Stadium, Tchien-ťin diváci: 45 016 rozhodčí: Michael Hester |

| 13. srpna 2008 17:00 |        |          |                                                                             |
| Nizozemsko           | 1 : 0  | Japonsko | Shenyang Olympic Stadium, Šen-jang diváci: 38 790 rozhodčí: Héctor Baldassi |
| Sibon 73' (pen.)     | Report |          | Shenyang Olympic Stadium, Šen-jang diváci: 38 790 rozhodčí: Héctor Baldassi |

| 13. srpna 2008 17:00 |        |                     |                                                                          |
| Nigérie              | 2 : 1  | USA                 | Beijing Workers' Stadium, Peking diváci: 48 096 rozhodčí: Wolfgang Stark |
| Isaac 39' Obinna 79' | Report | Kljestan 88' (pen.) | Beijing Workers' Stadium, Peking diváci: 48 096 rozhodčí: Wolfgang Stark |

### Skupina C
| Tým         | Z | V | R | P | VG | IG | +/- | B |
| ----------- | - | - | - | - | -- | -- | --- | - |
| Brazílie    | 3 | 3 | 0 | 0 | 9  | 0  | +9  | 9 |
| Belgie      | 3 | 2 | 0 | 1 | 3  | 1  | +2  | 6 |
| Čína        | 3 | 0 | 1 | 2 | 1  | 6  | -5  | 1 |
| Nový Zéland | 3 | 0 | 1 | 2 | 1  | 7  | -6  | 1 |

| 7. srpna 2008 17:00 |        |        |                                                                                      |
| Brazílie            | 1 : 0  | Belgie | Shenyang Olympic Stadium, Šen-jang diváci: 39 661 rozhodčí: Khalil Ibrahim Al Ghamdi |
| Hernanes 79'        | Report |        | Shenyang Olympic Stadium, Šen-jang diváci: 39 661 rozhodčí: Khalil Ibrahim Al Ghamdi |

| 7. srpna 2008 19:45 |        |             |                                                                            |
| Čína                | 1 : 1  | Nový Zéland | Shenyang Olympic Stadium, Šen-jang diváci: 41 407 rozhodčí: Martín Vázquez |
| Tung Fang-čuo 88'   | Report | Brockie 53' | Shenyang Olympic Stadium, Šen-jang diváci: 41 407 rozhodčí: Martín Vázquez |

| 10. srpna 2008 17:00 |        |                                                             |                                                                             |
| Nový Zéland          | 0 : 5  | Brazílie                                                    | Shenyang Olympic Stadium, Šen-jang diváci: 44 951 rozhodčí: Stéphane Lannoy |
|                      | Report | Anderson 3' Pato 33' Ronaldinho 55', 61' (pen.) Sóbis 90+3' | Shenyang Olympic Stadium, Šen-jang diváci: 44 951 rozhodčí: Stéphane Lannoy |

| 10. srpna 2008 19:45    |        |      |                                                                             |
| Belgie                  | 2 : 0  | Čína | Shenyang Olympic Stadium, Šen-jang diváci: 45 756 rozhodčí: Héctor Baldassi |
| Dembélé 8' Mirallas 80' | Report |      | Shenyang Olympic Stadium, Šen-jang diváci: 45 756 rozhodčí: Héctor Baldassi |

| 13. srpna 2008 19:45 |        |                                 |                                                                                                   |
| Čína                 | 0 : 3  | Brazílie                        | Qinhuangdao Olympic Sports Center Stadium, Čchin-chuang-tao diváci: 38 790 rozhodčí: Jerome Damon |
|                      | Report | Diego 18' Thiago Neves 69', 73' | Qinhuangdao Olympic Sports Center Stadium, Čchin-chuang-tao diváci: 38 790 rozhodčí: Jerome Damon |

| 13. srpna 2008 19:45 |        |            |                                                               |
| Nový Zéland          | 0 : 1  | Belgie     | Shanghai Stadium, Šanghaj diváci: 45 202 rozhodčí: Pablo Pozo |
|                      | Report | Haroun 35' | Shanghai Stadium, Šanghaj diváci: 45 202 rozhodčí: Pablo Pozo |

### Skupina D
| Tým         | Z | V | R | P | VG | IG | +/- | B |
| ----------- | - | - | - | - | -- | -- | --- | - |
| Itálie      | 3 | 2 | 1 | 0 | 6  | 0  | +6  | 7 |
| Kamerun     | 3 | 1 | 2 | 0 | 2  | 1  | +1  | 5 |
| Jižní Korea | 3 | 1 | 1 | 1 | 2  | 4  | -2  | 4 |
| Honduras    | 3 | 0 | 0 | 3 | 0  | 5  | -5  | 0 |

| 7. srpna 2008 17:00 |        |                                                      | |
| Honduras            | 0 : 3  | Itálie                                               | Qinhuangdao Olympic Sports Center Stadium, Čchin-chuang-tao diváci: 21 680 rozhodčí: Damir Skomina |
|                     | Report | Giovinco 41' Rossi 45' (pen.) Acquafresca 52' (pen.) | Qinhuangdao Olympic Sports Center Stadium, Čchin-chuang-tao diváci: 21 680 rozhodčí: Damir Skomina |

| 7. srpna 2008 19:45 |        |              |                                                                                                   |
| Jižní Korea         | 1 : 1  | Kamerun      | Qinhuangdao Olympic Sports Center Stadium, Čchin-chuang-tao diváci: 21 943 rozhodčí: Jair Marrufo |
| Pak Ču-jong 68'     | Report | Mandjeck 81' | Qinhuangdao Olympic Sports Center Stadium, Čchin-chuang-tao diváci: 21 943 rozhodčí: Jair Marrufo |

| 10. srpna 2008 17:00 |        |          | |
| Kamerun              | 1 : 0  | Honduras | Qinhuangdao Olympic Sports Center Stadium, Čchin-chuang-tao diváci: 28 657 rozhodčí: Abdullah Al Hilali |
| Mbia 74'             | Report |          | Qinhuangdao Olympic Sports Center Stadium, Čchin-chuang-tao diváci: 28 657 rozhodčí: Abdullah Al Hilali |

| 10. srpna 2008 19:45               |        |             | |
| Itálie                             | 3 : 0  | Jižní Korea | Qinhuangdao Olympic Sports Center Stadium, Čchin-chuang-tao diváci: 29 455 rozhodčí: Thomas Einwaller |
| Rossi 15' Rocchi 32' Montolivo 90' | Report |             | Qinhuangdao Olympic Sports Center Stadium, Čchin-chuang-tao diváci: 29 455 rozhodčí: Thomas Einwaller |

| 13. srpna 2008 17:00 |        |          |                                                                   |
| Jižní Korea          | 1 : 0  | Honduras | Shanghai Stadium, Šanghaj diváci: 34 160 rozhodčí: Michael Hester |
| Kim Dong-Jin 23'     | Report |          | Shanghai Stadium, Šanghaj diváci: 34 160 rozhodčí: Michael Hester |

| 13. srpna 2008 17:00 |        |        |                                                                                    |
| Kamerun              | 0 : 0  | Itálie | Tianjin Olympic Center Stadium, Tchien-ťin diváci: 47 307 rozhodčí: Martín Vázquez |
|                      | Report |        | Tianjin Olympic Center Stadium, Tchien-ťin diváci: 47 307 rozhodčí: Martín Vázquez |

## Play off

### Čtvrtfinále
| 16. srpna 2008 18:00    |                |         |                                                                           |
| Brazílie                | 2 : 0 (prodl.) | Kamerun | Shenyang Olympic Stadium, Šen-jang diváci: 41 043 rozhodčí: Damir Skomina |
| Sóbis 101' Marcelo 105' | Report         |         | Shenyang Olympic Stadium, Šen-jang diváci: 41 043 rozhodčí: Damir Skomina |

| 16. srpna 2008 18:00         |        |                                 |                                                                           |
| Itálie                       | 2 : 3  | Belgie                          | Beijing Workers' Stadium, Peking diváci: 50 802 rozhodčí: Héctor Baldassi |
| Rossi 18' (pen.), 74' (pen.) | Report | Dembélé 23', 79' Mirallas 45+2' | Beijing Workers' Stadium, Peking diváci: 50 802 rozhodčí: Héctor Baldassi |

| 16. srpna 2008 21:00    |                |            |                                                                 |
| Argentina               | 2 : 1 (prodl.) | Nizozemsko | Shanghai Stadium, Šanghaj diváci: 51 366 rozhodčí: Jair Marrufo |
| Messi 14' Di María 105' | Report         | Bakkal 36' | Shanghai Stadium, Šanghaj diváci: 51 366 rozhodčí: Jair Marrufo |

| 16. srpna 2008 21:00             |        |                   | |
| Nigérie                          | 2 : 0  | Pobřeží slonoviny | Qinhuangdao Olympic Sports Center Stadium, Čchin-chuang-tao diváci: 28 944 rozhodčí: Masoud Moradi |
| Odemwingie 44' Obinna 82' (pen.) | Report |                   | Qinhuangdao Olympic Sports Center Stadium, Čchin-chuang-tao diváci: 28 944 rozhodčí: Masoud Moradi |

### Semifinále
| 19. srpna 2008 18:00                   |        |           |                                                               |
| Nigérie                                | 4 : 1  | Belgie    | Shanghai Stadium, Šanghaj diváci: 56 312 rozhodčí: Pablo Pozo |
| Adefemi 17' Obasi 59', 72' Okonkwo 78' | Report | Ciman 88' | Shanghai Stadium, Šanghaj diváci: 56 312 rozhodčí: Pablo Pozo |

| 19. srpna 2008 21:00                |        |          |                                                                          |
| Argentina                           | 3 : 0  | Brazílie | Beijing Workers' Stadium, Peking diváci: 52 968 rozhodčí: Martín Vázquez |
| Agüero 52', 58' Riquelme 76' (pen.) | Report |          | Beijing Workers' Stadium, Peking diváci: 52 968 rozhodčí: Martín Vázquez |

### O 3. místo
| 22. srpna 2008 19:00 |        |                         |                                                                     |
| Belgie               | 0 : 3  | Brazílie                | Shanghai Stadium, Šanghaj diváci: 50 705 rozhodčí: Thomas Einwaller |
|                      | Report | Diego 27' Jô 45', 90+2' | Shanghai Stadium, Šanghaj diváci: 50 705 rozhodčí: Thomas Einwaller |

### Finále
| 23. srpna 2008 12:00 |        |              |                                                                |
| Nigérie              | 0 : 1  | Argentina    | Národní stadion, Peking diváci: 89 102 rozhodčí: Viktor Kassai |
|                      | Report | Di María 58' | Národní stadion, Peking diváci: 89 102 rozhodčí: Viktor Kassai |